# Геостатичний тиск
Геостатичний тиск (рос. геостатическое давление; англ. geostatic pressure, rock pressure; нім. geostatischer Druck m) — тиск, що чиниться на певній глибині надр Землі вагою вищезалеглої товщі гірських порід, величина якої залежить від товщини і густини порід, їх насиченості флюїдами.
Геостатичний тиск визначається за допомогою рівняння гідростатики як функція густини і сили тяжіння. В області підошви земної кори континентів тиск близько 10 кбар; в мантії — сотні кбар; на границі мантії і ядра 1, 3 • 103 кбар; в центрі Землі (3, 5 ± 0, 5) • 103 кбар (1 кбар = 106 н / м3).